# 太熱
《太熱》是臺灣男子演唱團體飛輪海推出的第四張國語專輯，也是其成員吳尊在離團前的最後一張專輯。睽违一年八个月，飞轮海继去年完成《想入飞飞巡回演唱会》再次合体，2010年夏天推出第四张专辑《太热》。飞轮海告别《双面飞轮海》、《越来越爱》的大男孩风格，在最新专辑转型至成熟型男造型和曲风，视觉上展现性感轻熟男魅力。以「清凉酷劲」为主题，新专辑 的概念来自四子对音乐、拍戏等演艺工作的热忱，以及对家人、朋友和粉丝的支持热情，集结成电音主打歌「太热」，此首支同名单曲由音乐人林邁可（Michael Lin）热血打造，让乐迷们感受到吴尊、炎亚纶、汪东城和辰亦儒的魅力热浪。

## 曲目
| 曲序 | 曲名         | 曲                                                              | 詞                       | 編曲             | 附註                                    |
| 01   | 太熱         | 林邁可                                                          | 藍小邪                   | 林邁可           | 第一主打歌                              |
| 02   | Sexy Girl    | Chris Wiebe、於耀智、郭定國                                     | 陳信延、於耀智、郭定國   | Chris Wiebe      | 第三主打歌                              |
| 03   | 心疼妳的心疼 | Jerry C                                                         | 徐世珍                   | Jerry C          | 第二主打歌                              |
| 04   | 繼續愛       | Steven Sater、Janus, Joseph E.、Sucher, Kevin、Sutherland, John | 陳信延                   | 奧斯卡           |                                         |
| 05   | 很安靜       | 呂建中                                                          | 藍小邪                   | 呂紹淳           | 台灣偶像劇《桃花小妹》片尾曲 第六主打歌 |
| 06   | 守護星       | Jerry C                                                         | 陳信延                   | 郭偉聰           | 台灣偶像劇《愛似百匯》主題曲 第四主打歌 |
| 07   | 活得更像我   | Venk、侯德健、張邱東松                                          | 姚若龍、侯德健、張邱東松 | 呂紹淳           |                                         |
| 08   | 誤會         | Jerry C、楊子樸                                                 | 藍小邪                   | 洪敬堯           | 台灣偶像劇《愛似百匯》片尾曲第五主打歌  |
| 09   | 泰山程式     | 阿弟仔                                                          | 阿弟仔                   | Arranger、蔡庭貴 |                                         |
| 10   | 新生         | 林邁可                                                          | 陳信延                   | 林邁可           | 《死神4》主題曲                         |
| 11   | 歡樂節拍123  | 楊子樸                                                          | 藍小邪                   | 洪敬堯           |                                         |
| 12   | 第一口快樂   | 林邁可                                                          | 陳信延                   | 林邁可           |                                         |